# 帝京安積高等学校
帝京安積高等学校（ていきょうあさかこうとうがっこう）は、福島県郡山市安積町日出山にある私立高等学校。

## 概要
1961年（昭和36年）に安積商業高等学校として開校し、1988年（昭和63年）に帝京大学グループ傘下となり、帝京安積高校に校名変更した。県内で唯一、帝京大学グループに属する高等学校である。

## 建学の精神
努力をすべての基とし、偏見を排し幅広い知識を身につけ、国際的視野に立って判断のできる人材を養成することを目的とする。

## 沿革
- 1954年 - 学校法人安藤学園を設立
- 1959年 - 安積商業専門学校（各種学校）を設立
- 1961年 - 安積商業高等学校開校
- 1974年 - 普通科を設置
- 1987年 - 学校法人帝京大学と業務提携
- 1988年 - 帝京安積高等学校に改称
- 1997年 - 法人名を学校法人帝京安積学園に改称
- 2006年 - 商業科をビジネス総合科に改組
- 2013年 - 東日本大震災復旧工事終了・新校舎完成
- 2013年 - 制服変更
- 2019年 - 令和元年東日本台風（台風19号）による阿武隈川氾濫の被害を受ける
- 2020年 - IVY FIELDサッカー場・テニスコート場完成

## 設置学科
- 全日制課程
  - 普通科
  - ビジネス総合科

## 部活動

### 運動部
- 野球
- ソフトボール
- 陸上競技
- バスケットボール
- ソフトテニス
- サッカー
- 剣道
- バレーボール
- 卓球
- バドミントン
- ハンドボール
- 柔道
- 空手道

### 文化部
- 吹奏楽
- 和太鼓
- 芸術創作
- パソコン
- 書道
- 茶道
- 理科研究
- ライフカルチャー
- 軽音楽

### 戦績など
- 野球部は安積商業高校時代に夏の全国高等学校野球選手権大会（甲子園大会）へ過去2回（1979年〈第61回〉・1982年〈第64回〉）出場している。
- サッカー部は安積商業高校時代に全国高等学校サッカー選手権大会へ過去2回（第60回大会・第62回大会）出場している。
- 2000年に和太鼓部が発足し、2012年春に日本武道館で行われた帝京大学グループ入学式で演奏を披露した。
- 吹奏楽部は東日本学校吹奏楽大会へ過去に3回、全日本マーチングコンテスト（全国大会）には4回出場している。

## 帝京安積高校銃撃事件
1998年2月6日、帝京安積高校の労働組合委員長を務める教諭が銃撃され重傷となる事件が発生した。
その後の事件の捜査で同校を運営する学校法人帝京安積学園の本部長と元暴力団員ら6人が殺人未遂や強要未遂などの疑いで逮捕・起訴された。労働組合を異常に敵視し、学園ぐるみで労働組合つぶしを狙う構図が明らかになり問題となった。
その後、教諭らと労組が帝京安積学園などに損害賠償を求めた民事訴訟では、2007年6月に学校法人側が約3,000万円の和解金を支払い謝罪、再発防止に努めるなどの内容で和解が成立した。
なお、この事件の前の1996年12月には、猪苗代町の会社員が学園の教諭と間違われて銃撃され、左足に怪我をするという事件も発生している。

## 交通アクセス
- JR東北本線・水郡線 安積永盛駅徒歩25分
- 郡山駅より福島交通バス利用 帝京安積高校バス停下車

## 著名な出身者

### 野球
- 中畑清（元プロ野球選手） - 安積商業高等学校時代
- 根本朋久（元プロ野球選手）

### 芸能
- 和田青児（演歌歌手）
- アイドル鳥越（お笑いタレント、元HENHEN事変）

### 実業
- 石田重廣（夢グループ社長） - 安積商業高等学校時代（東北高等学校中退後に編入）